# El séptimo sello
El Séptimo Sello (en sueco: Det Sjunde Inseglet) es una película sueca de 1957 del género dramático-fantástico escrita y dirigida por Ingmar Bergman. 
Ambientada en la Europa medieval durante la peste negra, relata el viaje de un caballero cruzado (Max von Sydow) y el desarrollo de una partida de ajedrez que él juega con la Muerte (Bengt Ekerot), la cual ha venido a tomar su alma. Bergman desarrolló la trama de la película basándose en una pieza teatral suya titulada Pintura sobre tabla. El título hace referencia a un pasaje tomado del libro del Apocalipsis, que se utiliza tanto al principio como al final del filme. La película empieza con las siguientes palabras: «Y cuando el Cordero rompió el séptimo sello del rollo, hubo silencio en el cielo durante una media hora». (Ap 8:1) Aquí, la frase «silencio en el cielo» hace alusión al silencio de Dios, tema principal de la película.
La película es considerada un gran clásico del cine universal. Ayudó a Bergman a establecerse como un director de renombre; además, contiene escenas que se han convertido en icónicas debido a que han sido parodiadas u homenajeadas a lo largo del tiempo. La revista jesuítica America atribuye a esta película el mérito de haber iniciado «una serie de siete filmes que exploraron la posibilidad de la fe en la era post-Holocausto, la era nuclear». Igualmente, los historiadores del cine Thomas W. Bohn y Richard L. Stromgren atribuyen a este filme haber iniciado «su círculo de películas que tratan con dilema el tema de la fe religiosa».

## Argumento
La película se desarrolla a la vez en dos planos, el real y el alegórico, en los que se produce la lucha del caballero con la Muerte. Comienza con un amanecer en la playa (un movimiento de casilla negra a casilla blanca). Antonius Block, un caballero cruzado, regresa con su escudero Jöns a su pueblo natal, en Suecia, después de diez años de ausencia combatiendo en las Cruzadas. Está profundamente desengañado y ha perdido la fe. Se encuentra con una comarca diezmada por la peste (por ejemplo, casi al inicio de la película Block le ordena a Jöns ir a realizarle una pregunta a un campesino que parece estar acostado descansando, Jöns lo hace y cuando le toca el hombro y observa el rostro descubre que es un cadáver; Block entonces le pregunta a Jöns: «¿Qué te respondió?», a lo que el escudero le responde: «Nada.»). La figura de la Muerte aparece para reclamar su vida. Antonius decide retar a la Muerte a una partida de ajedrez y, con ello, ganar tiempo para así encontrar un último acto cuya ejecución le dé finalmente sentido a su vida. 
José y María (Jof y Mia en la versión original) son una pareja de cómicos ambulantes que viven con su hijo pequeño, Miguel, y se dirigen, junto con su socio y director de la pequeña compañía, Jonas, a hacer una representación al mismo pueblo al que irán Antonius y su escudero. José, que compone canciones a la Virgen, tiene visiones en las que esta se le aparece, y sobre las que su esposa, María, se muestra escéptica. 

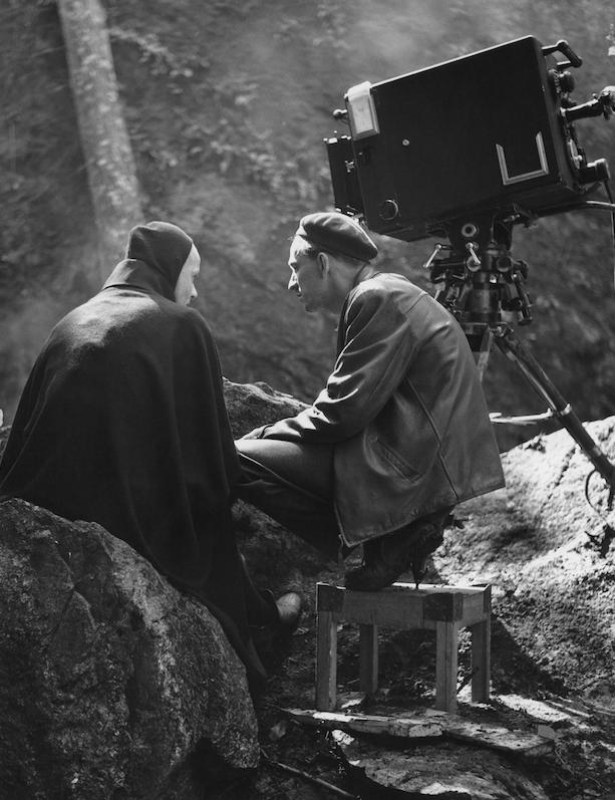
El director Ingmar Bergman junto al actor Bengt Ekerot durante el rodaje del filme.

Antonius y su escudero entran en una iglesia donde un pintor, Albertus Pictor, trabaja en un fresco que representa una Danza de la Muerte; en el fresco se representan acciones que luego aparecen en el filme, así que el pintor "representa" en realidad al propio autor Bergman. Mientras el escudero se interesa por la pintura, el caballero se confiesa con quien cree un sacerdote y se queja de la falta de sentido de su vida. Tras hablarle de la partida de ajedrez que mantiene con la Muerte y revelar su estrategia, se da cuenta de que su presunto confesor es en realidad la propia Muerte. Al salir de la iglesia, mantiene una conversación con una muy joven y bella mujer condenada a la hoguera por brujería por haber copulado con el demonio.
En el pueblo, Jöns salva a una joven de ser violada, y se la lleva con él. Reconoce en el agresor, que estaba robando una pulsera de plata a uno de los muertos por la peste en la casa de la joven, a Raval, el teólogo que había convencido a Antonius de que partiese a luchar a Tierra Santa. Le promete que si le vuelve a ver le marcará la cara. Los tres, el caballero, el escudero y la muchacha, se ponen en camino hacia el pueblo donde actúan en un mimo José y María mientras detrás del carro Lisa, mujer del herrero Plok, comete adulterio con Jonas. Entonces aparece un grupo de flagelantes en procesión que intentan escapar de la peste a través de la mortificación, y su caudillo pronuncia un espeluznante sermón apocalíptico.
En la taberna del pueblo, los aldeanos hacen comentarios atemorizados ante los estragos de la peste; Raval obliga a José a bailar como un oso; cuando todos los presentes se mofan del asustado cómico, entra Jöns, que, tal como había prometido, reconoce a Raval, que se estaba burlando de José, y lo marca en la cara; José aprovecha para robarle la pulsera de plata. El caballero, que entretanto ha conocido a María, la esposa de José, y al niño, y ha sido invitado por ellos a un improvisado picnic, invita a la familia a su castillo, diciéndoles que allí se encontrarán a salvo de la peste. Mientras, el caballero sigue jugando su partida metafísica con la Muerte.
Posteriormente se les une también el herrero, Plok, a quien su mujer Lisa ha abandonado por Jonas, el socio de José y María; Plok quiere irse del pueblo para no sufrir la deshonra de la infidelidad de su esposa.
En el camino vuelven a encontrarse a la mujer condenada, a la que llevan en un carro a la hoguera. Cuando la van a quemar, el caballero habla con ella y le da hierbas para calmar el dolor. Mientras la joven muere quemada viva en la hoguera, el escudero Jöns dice: "Mira sus ojos. Su pobre cerebro está haciendo ahora el terrible descubrimiento. Se sumerge en el abismo de la nada".
Se encuentran también con Lisa, la esposa del herrero, y Jonas, director de la compañía de cómicos y, tras una escaramuza entre el esposo deshonrado y el amante, glosada cínicamente por el escudero Jöns, la esposa infiel se hace perdonar por su marido, Jonas finge su propia muerte con un puñal falso y emprenden camino con los demás hacia el castillo del caballero.
En el bosque Jonas topa con la Muerte y fallece cuando esta aserra el árbol donde estaba subido. Los demás vuelven a encontrarse con Raval, que muere ante sus ojos a causa de la peste. El caballero continúa jugando su partida de ajedrez cotidiana con la Muerte, pero ya ve claramente que va a perder; José contempla la escena asustado y huye con su familia mientras Antonius, que se ha dado cuenta, distrae a la Muerte para que esta no los vea, con lo que logra hacer quizá ese acto que daría sentido a su vida. Cuando la familia ya ha logrado escapar, y pese a las trampas que intenta hacerle el caballero, la Muerte gana la partida y anuncia que se lo llevará a él y a todos cuantos estén con él en su próximo encuentro. 
El grupo alcanza el castillo del caballero, donde les recibe su esposa, que lleva diez años esperando su regreso, y todos comparten una última cena antes de que la Muerte llegue a por ellos; cuando llega, se presenta cada uno ante "tan gran Señora". 
A la mañana siguiente José ve a los muertos desfilando junto con la Muerte que les arrastra tomados de las manos en una solemne Danza de la Muerte y le describe la visión a María: "Sobre ellos sigue el cielo tormentoso. Suben juntos el monte.(...) La Muerte, severa, los invita a danzar. Van tomados de las manos haciendo una larga cadena y empieza la danza. Delante va la misma Muerte con su guadaña y su reloj de arena.(...) Ya marchan todos, hacia la oscuridad, en una extraña danza. Ya marchan huyendo del amanecer, mientras la lluvia lava sus rostros, surcados por la sal de las lágrimas".

## Reparto
- Max von Sydow – Antonius Block, caballero cruzado
- Bengt Ekerot – La Muerte
- Nils Poppe – Jof, actor
- Bibi Andersson – Mia, actriz
- Gunnar Björnstrand – Jöns, escudero
- Inga Gill – Lisa, esposa del herrero
- Gunnel Lindblom – Mujer sin nombre
- Åke Fridell – Plok, el herrero
- Maud Hansson – Mujer acusada de brujería
- Bertil Anderberg – Raval
- Anders Ek – Monje conductor de los flagelantes
- Erik Strandmark – Jonas Skat
- Benkt-Åke Benktsson – Hombre en el hostal
- Inga Landgré – Karin, esposa del caballero
- Gunnar Olsson - Albertus Pictor, pintor de iglesias

## Producción

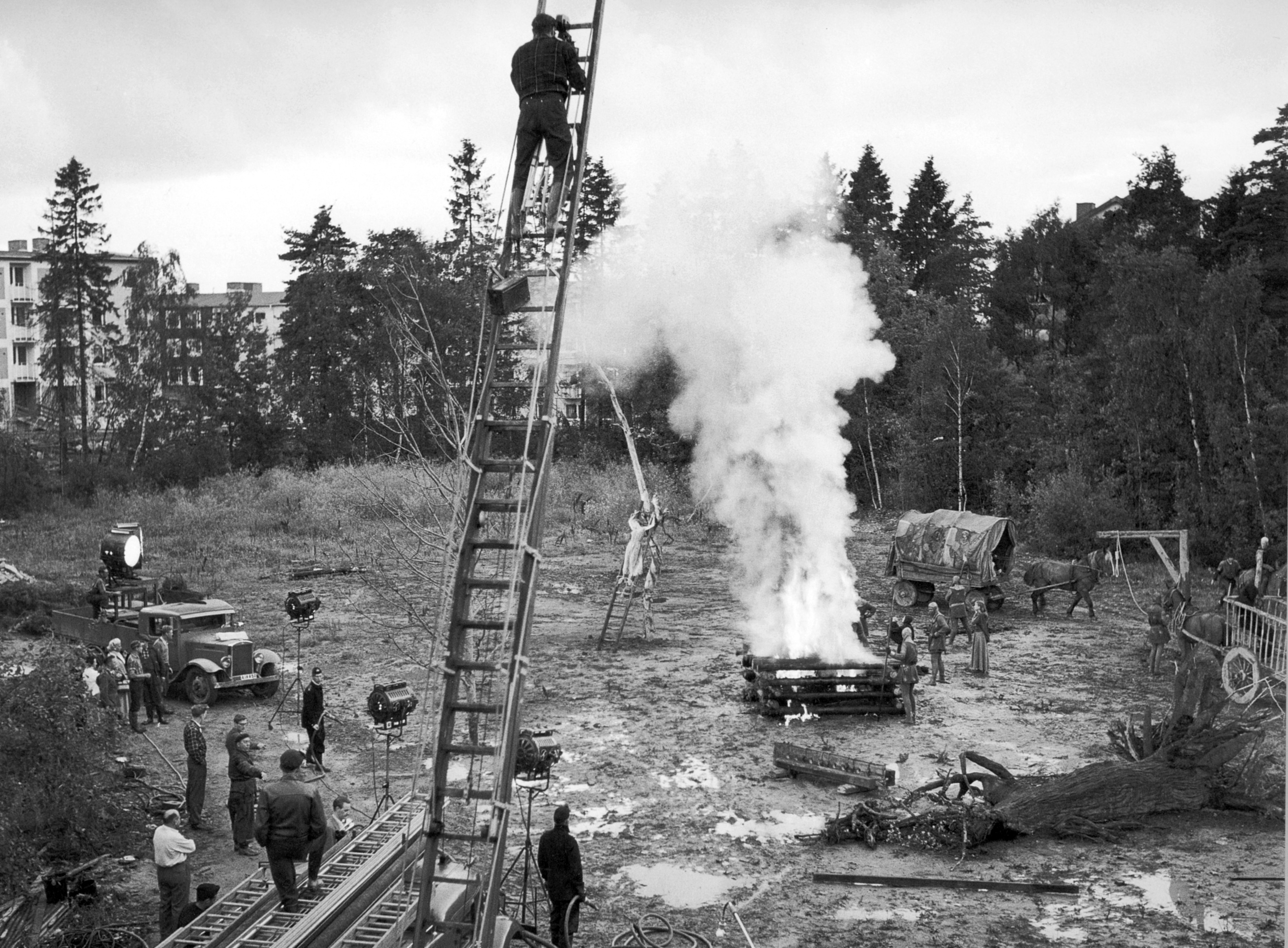
Filmación del Séptimo Sello en Filmstaden.

Según Ingmar Bergman, el incentivo original para rodar El séptimo sello se remonta a las canciones goliardas de la composición Carmina Burana de Carl Orff: "La gente que pasó por la caída de la civilización y la cultura y dio a luz a nuevas canciones, ese fue un material tentador para mí. – Los críticos han identificado el grabado en cobre de Albrecht Dürer El caballero, la muerte y el diablo (1513) y el drama Folkungersage (1899) de August Strindberg como otras fuentes de inspiración.
Bergman inicialmente escribió el guion titulado Pintura sobre tabla (Trämålning en sueco) entre 1953 y 1954 para los estudiantes de actuación del Teatro de la ciudad de Malmö. En su estreno, bajo la dirección de Bergman, fue interpretado para la radio sueca en 1954. Más tarde, fue puesta en escena en Malmö en la primavera de 1955, dirigido nuevamente por Bergman, y en Estocolmo, esta vez dirigido por Bengt Ekerot, quien más tarde sería la Muerte en la versión fílmica.
En su autobiografía, La linterna mágica, Bergman asegura que “Pintura sobre tabla gradualmente se convirtió en El séptimo sello, una irregular película a la que tengo cerca de mi corazón, ya que fue hecha en circunstancias difíciles en medio de una marejada de vitalidad y alegría.” Bergman comenzó el guion de El séptimo sello en el Hospital Karolinska mientras se recuperaba de un malestar estomacal. Inicialmente, el proyecto fue rechazado; pero después del éxito de su película Sonrisas de una noche de verano en el Festival de Cannes, El séptimo sello fue financiada por la Svensk Filmindustri. Bergman tuvo que rescribir el guion cinco veces, se le asignó un presupuesto de $150,000 y un plazo de 35 días para acabar su filme. Esta era la decimoséptima película que él dirigía.
El argumento transcurre en dos planos, el real y el alegórico. Todas las escenas, a excepción de dos, fueron filmadas dentro y en los alrededores de los estudios Filmstaden en Solna y en alguna ocasión es posible vislumbrar apenas en los filos de los fotogramas alguna casa de la ciudad. Las dos escenas que no fueron filmadas en los estudios; la escena inicial con el caballero y la Muerte jugando ajedrez en la playa y la escena final con la Danza Macabra, fueron filmadas en la reserva natural Hovs Hallar, una rocosa y precipitada playa en el área noroeste de Escania.
En La linterna mágica, Bergman se refiere a la penúltima toma: “La imagen de la Danza macabra bajo el cielo nublado se logró a un ritmo frenético ya que la mayoría de los actores habían dado por terminado su día de labores. Asistentes, electricistas, un encargado del maquillaje y alrededor de dos pasantes de verano, los cuales ni siquiera sabían de que trataba todo esto, tuvieron que interpretar el papel de los condenados. Una cámara sin sonido filmó la toma antes de que las nubes se disiparan.”.

## Temas principales
- La muerte: En la escena final, cada personaje toma una postura filosófica ante ella al verla entrar en la habitación.
- El sentido de la vida, o, más bien, su valor. El caballero ha regresado desengañado y descreído de las Cruzadas religiosas e intenta encontrar en un acto único durante lo que le queda de su vida todo el sentido y justificación que lo redima ante sí mismo de no haber vivido en vano. Raval, igual de desengañado, pero nihilista, solo quiere hacerse rico sin idealismo alguno, robando. Jöns, no morir solo y gozar epicúreamente de la vida. El caballero, en última instancia, tener bellos recuerdos y librarse de la angustia. Jonas, poder divertirse y hacer teatro. María y José, escapar de todo lo malo. El pintor, reflejar la verdad.
- La religión: El caballero tiene una visión angustiada de la muerte y frente a ella el escudero es escéptico, los cómicos evasivos y otros personajes humildes, creyentes o ignorantes.
- El teatro: los comediantes interpretan también un posible sentido a la vida y son los únicos que logran escapar a la muerte.
- La misión del arte: el pintor del fresco ofrece una visión de cuál es el sentido y la ética que debe cumplir el arte.
- El libro del Apocalipsis: El título hace referencia al último de los siete sellos del Apocalipsis.

### Temas secundarios
- El amor: El contraste entre el matrimonio del juglar y el matrimonio del herrero.
- También se hacen referencias a temas habituales de la Edad Media; las Cruzadas, la peste, el demonio y la Inquisición.
- La amistad: Como valor esencial entre la familia del comediante y el caballero, que lo aleja de la muerte y las preocupaciones llevándolo amorosamente a la vida.

## Detalles históricos

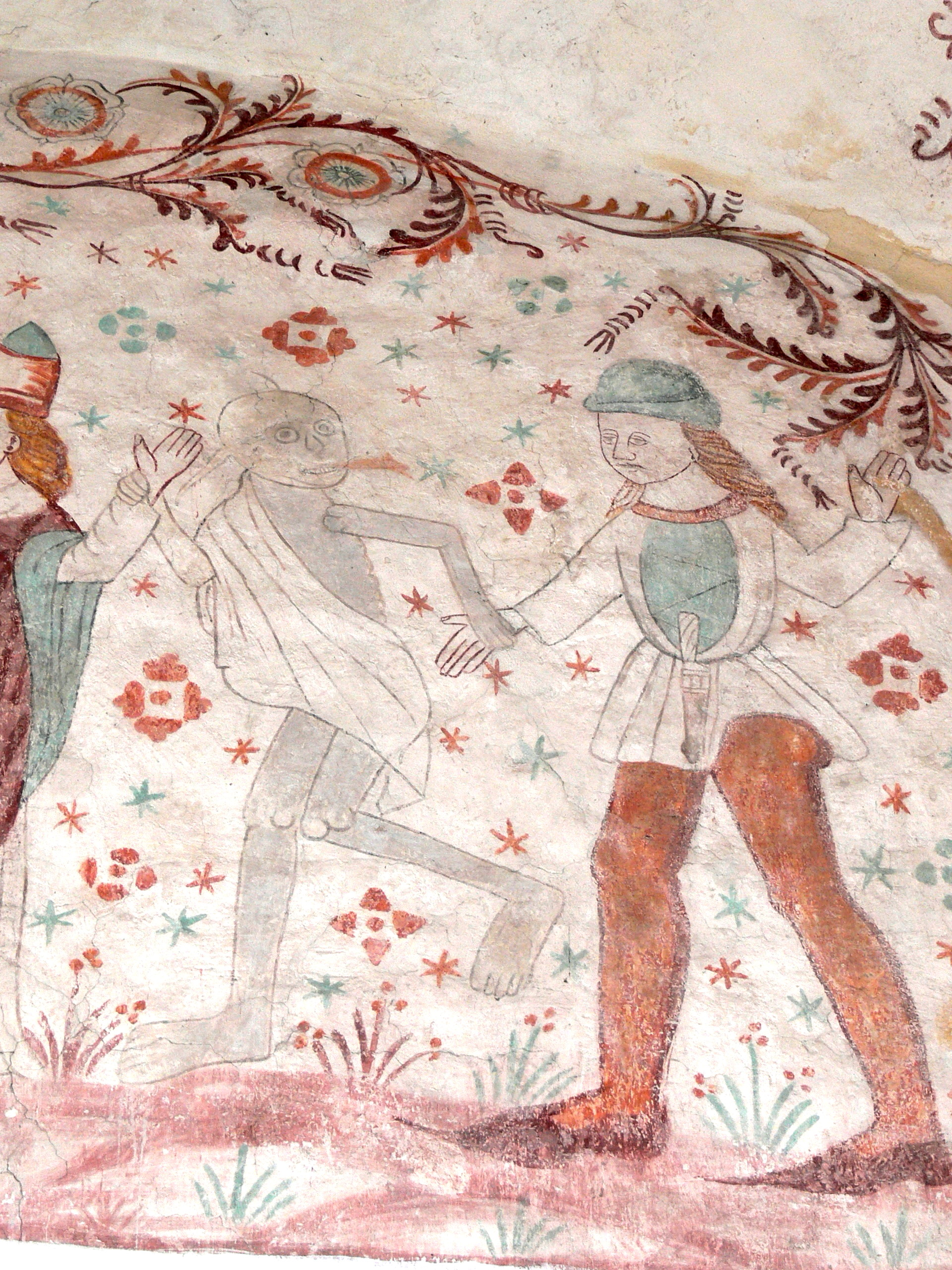
Detalle de la Danza de la Muerte en la iglesia parroquial de Nørre Alslev, Dinamarca siglo).

En su prólogo a la publicación del texto del guion, Bergman enfatizó que la película no es un intento de pintar una imagen realista de Suecia en la Edad Media, sino "un intento poético que transpone las experiencias de vida de un hombre moderno de una forma muy laxa a las realidades medievales La descripción de Bergman de la Edad Media contiene, además de detalles históricamente verificados, varios anacronismos:
Los estragos de la peste negra comenzaron en Suecia alrededor de 1350. La enfermedad se había propagado desde el norte de Alemania a través de Dinamarca y Noruega. En un diálogo, el escudero Jöns describe sus experiencias y las de Block en Tierra Santa, el objetivo de la cruzada a la que se habían unido. La última cruzada a Jerusalén comenzó, sin embargo, varias décadas antes del estallido de la peste en Suecia, en la segunda mitad del siglo XIII.
La representación artística de la danza macabra, que se puede ver en la película en un mural de una iglesia y como imagen final, se propagó a partir de mediados del siglo XIV. Sin embargo, el pintor de iglesias Albertus Pictor, que aparece en una escena, no fue conocido hasta la segunda mitad del siglo XV en el área de Estocolmo.
Si bien hay discusiones entre los historiadores con respecto al marco temporal del fenómeno de la caza de brujas, esta no apareció en Suecia en la Edad Media, sino solo en la época moderna. Jörg-Peter Findeisen identificó 1559 como la fecha de la primera quema de brujas; Bengt Ankarloo fechó la primera ola de persecución en 1570. De hecho, según Brian P. Levack, el "concepto acumulativo de brujería" no apareció hasta mediados del siglo XVII en Suecia.
El himno al que se alude brevemente en el prólogo y que luego canta la procesión de los flagelantes es el Dies irae de mediados del siglo XIII. Las otras canciones interpretadas no son composiciones medievales, sino que fueron escritas por Erik Nordgren y Bergman.

## Análisis

### Conflictos religiosos
“El Séptimo Sello es una alegoría con un tema muy simple: el hombre, su eterna búsqueda de Dios, y la muerte como única certeza." (Bergman en el prólogo del guion)
En Film and the Critical Eye, los autores DeNitto y Herman describieron a Antonius Block como ""No tenemos problema en identificar a Antonius Block como una figura arquetípica del intelectual en busca de Dios. Ha perdido la fe inocente e incuestionable, pero la vida y la muerte no tienen sentido para él sin fe. […] El caballero, por lo tanto, ha fracasado en su búsqueda solo en los términos de las condiciones que ha establecido; en realidad, aunque no lo reconozca, lo ha conseguido. Es casi completamente egoísta hasta que ayuda a Jof, Mia y Mikael. El problema básico del caballero no es que Dios no se revele, sino que Antonius está tan confinado en su intelecto. Está tan preocupado llorando y susurrando sus preguntas que no puede escuchar la voz suave y apacible de Dios y no puede darse cuenta de que, en su caso, el todopoderoso ha sido misericordioso. […] El escudero Jöns parece haber encontrado una respuesta: Dios no existe y el universo es un absurdo. Su compromiso es con la vida y los placeres de los sentidos. Porque no duda ni cuestiona, es un hombre de acción. […] Así como la visión del Caballero está restringida por su intelecto, también el escudero tiene limitaciones. Su cinismo le impide admitir la existencia de algo más allá del mundo físico […]”.
En la colección de entrevistas de Bergman sobre Bergman, Jonas Sima también destaca el contraste entre la figura del caballero y su escudero. Bergman estuvo de acuerdo en que los dos personajes representaban "una división en dos lados diferentes". Por un lado está “el fanático religioso que percibe el sufrimiento físico y psíquico como algo insignificante en relación con una salvación extraterrestre […] todo lo que sucede a su alrededor es algo irrelevante, un fuego fatuo". Al mismo tiempo, Bergman, quien fue educado de manera estrictamente religiosa como hijo de un pastor, confesó que Block era una parte de sí mismo que había tomado forma: “Experimentaba los bloqueos dentro de mí con una especie de desesperación, de que nunca podré liberarme realmente. La antítesis positiva son personajes como Jöns y la compañía de actores: “Jöns, en cambio, es la persona de hoy, aquí y ahora, que siente simpatía y odio y desprecio […] Siempre he tenido simpatía por la gente como Jöns, Jof,  Skat y Mia. Esta simpatía también fue reconocida por la crítica Dora Feling en su reseña de 1962: "Al igual que en Noche de circo, aquí la tristeza desesperada se contrasta con el juego alegre que mejora la vida de una pequeña compañía de malabaristas, de los cuales el malabarista en jefe Bergman tal vez resulte ser un miembro. En el personaje de Jöns, Feling vio al único bailarín de pensamiento 'moderno' en la Danza de la Muerte, [...] cuya mente estaba adelantada siglos".
Jacques Siclier especificó el conflicto u oposición que subyace en la película como el de las creencias cristianas (Block) y ateas -escépticas (Jöns). Estos opuestos personificados son "la encarnación del hombre moderno que contempla la inseguridad de la condición humana". Ahí, dice Siclier, radica la objetividad y el agnosticismo de la película, y la dificultad de clasificar la posición de Bergman: “Es la gran paradoja de El séptimo sello, una obra obviamente metafísica, por la posición agnóstica de su autor, la futilidad de la metafísica para formular. [...] Bergman no crea sistemas filosóficos cerrados [...] Propone una o más actitudes posibles y no saca conclusiones. "
En definitiva, prosiguió Siclier, la actitud básica de la película es existencialista, que atribuye a la pareja Jof y Mia: “En este mundo no es importante hacer preguntas, sino vivir. Jof y Mia representan "el único valor que escapa a la nada: el amor que da vida y alegría". DeNitto y Herman vieron al personaje existencialista de la película personificado en el personaje de Jöns: "El escudero del siglo XIV no habría tenido problemas para entender una filosofía que propagara que la existencia precede a la esencia, que las condiciones básicas de la existencia humana son absurdas, que el hombre es libre de crear sus propios valores y que debe seguir sus creencias con acciones de las que es responsable. […] Visto así, es comprensible que a muchos espectadores les resulte más fácil identificarse con Jöns que con el caballero y verlo como el verdadero héroe de la película.
No todos los críticos estuvieron de acuerdo con este punto de vista. Jesse Kalin, en The Films of Ingmar Bergman, cuestionó una influencia del existencialismo en Bergman. Frank Gado, autor de La pasión de Ingmar Bergman, vio la perspectiva existencialista de la película como un fenómeno de la década de 1950, época en la que esta corriente filosófica gozaba de gran popularidad. (Sin embargo, el análisis de DeNitto y Herman no apareció hasta 1975.) El propio Bergman no se pronunció sobre una posible influencia existencialista; en cambio, durante este período quedó impresionado, entre otros, por el neopositivista finlandés Eino Kaila,

#### El silencio de Dios
El pasaje al que refiere el título de la película comienza con las palabras "Y cuando el Cordero abrió el séptimo sello, allí hubo silencio en el cielo como por espacio de media hora" (Apocalipsis 8:1). Así, en la escena del confesionario el caballero afirma: "¿Es tan cruelmente inconcebible captar a Dios con los sentidos? ¿Por qué debería esconderse en una niebla de promesas a medias y milagros invisibles? . . . ¿Qué nos va a pasar a los que queremos creer y no podemos?”  La muerte, haciéndose pasar por el sacerdote confesor, se niega a responder. Del mismo modo, más adelante, mientras come las fresas con la familia de actores, Antonius Block afirma: "La fe es un tormento, ¿lo sabías? Es como amar a alguien que está en la oscuridad pero nunca aparece, no importa cuán fuerte lo llames". Melvyn Bragg señala que el concepto del "Silencio de Dios" frente al mal, o las súplicas de creyentes o aspirantes a creyentes, pueden heber sido influenciados por los castigos de silencio impuestos por el padre de Bergman, un capellán de la Iglesia Luterana En la obra de radio original de Bergman, a veces traducida como Una pintura sobre madera, la figura de la muerte en una Danza de la Muerte no está representada por un actor, sino por el silencio, "la mera nada, la mera ausencia... aterradora... el vacío" 

### Viaje exterior e interior
Para DeNitto y Herman, el corazón de la película es la búsqueda del caballero, que es tanto un viaje externo como un viaje espiritual hacia su psique. En este contexto, los autores cuestionaron el tiempo real transcurrido entre la primera ocurrencia de la muerte y la muerte del caballero, los pocos segundos de un sueño, la media hora mencionada en las Revelaciones de Juan, los 90 minutos de duración de la película o las 24 horas transcurridas en la película. Concluyeron que "la cuestión del tiempo es irrelevante" porque "en el mundo de lo espiritual o inconsciente, el tiempo físico está suspendido. El propio Bergman afirmó que durante la realización de la película "[evolucionó] en una especie de road movie, moviéndose libremente a través del tiempo y el espacio".
DeNitto y Herman llevaron la idea del viaje interior y el tiempo inconmensurable aún más lejos: dentro de los eventos del viaje exterior, Block asume un papel pasivo, ya que está tan absorto en su viaje interior que otras personas, la naturaleza y el arte no significan nada para él. Block "está aislado de quienes lo rodean y atrapado en sus sueños y fantasías. […] Tal vez todo lo que le sucede al caballero en su viaje fue escenificado para él, tal vez toda la película es un sueño. Los autores citaron el milagroso rescate de la familia de Jof como posible prueba del intento de explicación de la "puesta en escena": "Nos preguntamos por qué a Jof y su familia se les permite vivir, ya que nada ni nadie escapa a la muerte. ¿O nunca estuvieron en peligro, y la muerte solo dijo que lo estaban?

### Ajedrez
En Becoming Film Literate, Vincent LoBrutto enfatizó el valor simbólico del ajedrez: "Como la muerte, el ajedrez representa la finitud [...] es un juego de guerra [...] y un juego intelectual" que requiere, entre otras cosas, la capacidad de "predecir eventos". Los dos colores blanco y negro también han sido “empleados iconográficamente durante siglos”. Las figuras de la película, a su vez, representaban piezas de ajedrez: “Todos los personajes son peones del diablo, de Dios o de ambos. Marc Gervais apoyó esta visión de los personajes de Ingmar Bergman: mago y profeta : "Sus acciones, ya sean palabras o hechos, [son] todas parte de un plan preconcebido".
Ya en Sommarlek (1951) Bergman hizo aparecer una figura de túnica oscura que representa a la muerte a la que se muestra jugando al ajedrez. Bergman: Sí, ella es la muerte. Aparece en el momento en que la obra se oscurece.
Gerald Mast escribió al respecto: "Como el sepulturero de Hamlet, el escudero [...] trata a la muerte como una broma amarga y sin esperanza. Dado que todos jugamos al ajedrez con la muerte, y dado que todos debemos sufrir esa broma inútil, la única pregunta sobre el juego es cuánto durará y qué tan bien lo jugaremos. Jugar bien, vivir, es amar y no odiar el cuerpo y lo mortal como insta la Iglesia en la metáfora de Bergman.” 

### Analogía entre la peste y la bomba atómica
Muchos críticos identificaron el miedo como un tema básico en El Séptimo Sello y paralelos entre el miedo a la peste y la bomba atómica, Bergman confirmó la analogía entre la plaga y la bomba nuclear tanto en el prólogo de la publicación del guion como en las entrevistas, y agregó: “Por eso se hizo [la película], se trata del miedo a la muerte. A través de él me liberé de mi miedo a la muerte. DeNitto y Herman fueron aún más lejos en su análisis: "La peste en la película, como en la novela La peste de Albert Camus, evidentemente no es una simple enfermedad sino una personificación de las fuerzas destructivas inherentes al hombre. Pone a prueba las fuerzas y valores de los individuos.
Bergman dijo al respecto: "Con mi película quise pintar como un pintor medieval, con el mismo compromiso objetivo, la misma empatía y la misma alegría. Mis personajes ríen, lloran, gritan, tienen miedo, hablan, responden, juegan, sufren, buscan. Su terror es la peste, el último día, la estrella cuyo nombre es ajenjo. Nuestro terror se ve diferente, pero las palabras siguen siendo las mismas. Nuestra pregunta persiste." 

### La danza macabra

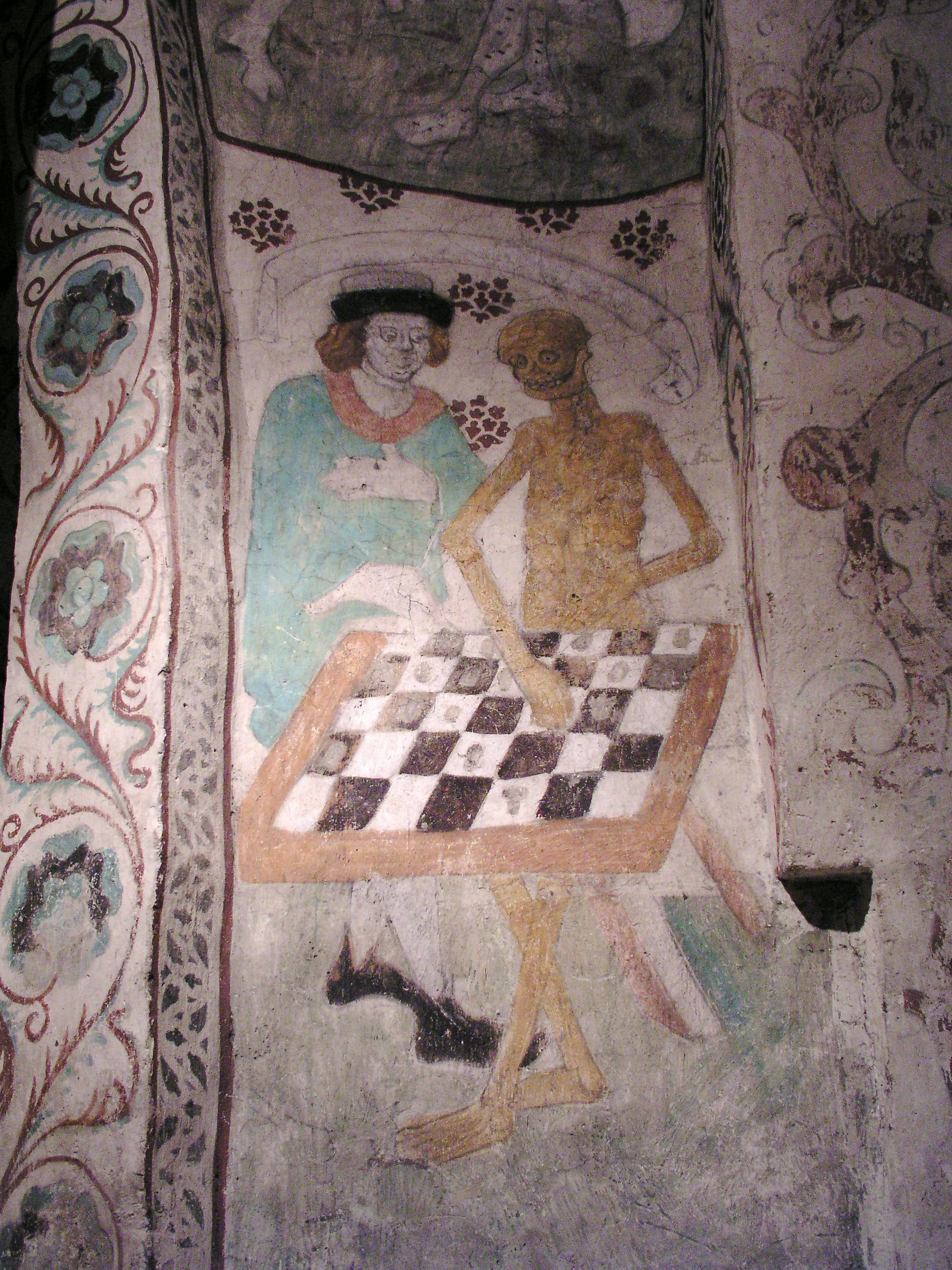
La escena de la partida de ajedrez está inspirada en un mural del pintor medieval de iglesias Albertus Pictor ("Albert Målare").

En la escena final de la película, Jof ve a la muerte arrastrando a seis personas al reino de los muertos. Jof pronuncia sus nombres: "El herrero y Lisa, el caballero y Raval y Jöns y Skat. Esto implicaría que la esposa de Block, Karin, y la niña se salvaron. Egil Törnqvist profundizó en esta contradicción en Ingmar Bergman Directs : “Pero lo que vemos son cuatro hombres y dos mujeres. […] Nuestras expectativas lógicas contradicen lo que vemos. Y lo que vemos no coincide con el punto de vista de Mia -ella no ve nada de esto- ni con la visión de Jof. Esto lleva a la conclusión de que no existe tal cosa como conocimiento objetivo, solo 'visiones' subjetivas.
Jesse Kalin, por otra parte, sospechó que la ausencia de algunos de los personajes (incluida la joven quemada como bruja) fue un descuido que no debe exagerarse. Sin embargo, preguntó si Karin y la chica del pueblo eran especiales, porque podrían haber encontrado la paz que Block y Jöns buscaban en vano.

## Técnica cinematográfica
Según DeNitto y Herman, los contrastes en El séptimo sello se manifestaron tanto en la narrativa (escepticismo versus fe, emoción versus intelecto, etc.) como en los niveles visual y auditivo. “El juego de luces”, según Stuart M. Kaminsky y Joseph F. Hill en Ingmar Bergman: Essays in Criticism, claramente “muestra los contrastes entre los patrones de acción concurrentes. La oscuridad, el negro, domina en la iluminación de la historia del caballero. Un brillo elegante casi siempre se cierne sobre Jof y Mia, como si los hechos estuvieran ocurriendo en otra realidad. Theo Fürstenau en Die Zeit : "El estilo pictórico [...] mantiene la tensión entre la forma estricta y la exageración expresiva. El mundo del caballero y de la muerte es severo, es expresiva la confusión agonizante de la humanidad que se hunde en la muerte por la peste. En 2003, Peter W. Jansen señaló en el Tagesspiegel que había un “intento de una nueva sintaxis del lenguaje cinematográfico en la alternancia abrupta de planos generales con primeros planos ”.
También "esencial" (DeNitto/Herman) en una escena es el enfoque de dos minutos de Block y la muerte en la capilla, que anticipa los enfoques largos y estáticos de las últimas películas de Bergman. LoBrutto también destacó el uso de Bergman de tomas largas y la disposición de los personajes, que a menudo no se enfrentan en tomas de dos personas: "Al permitir que la cámara observe a ambos personajes mientras miran en diferentes direcciones, Bergman explora la tensión en su intimidad, la relación física y psicológica de unos con otros y con su entorno. Roger Manvell (Ingmar Bergman: An Appreciation) enfatizó la tensión entre el sonido y el silencio en El séptimo sello y El manantial de la doncella (1960), que recuerda a Luis Buñuel : "Al igual que Buñuel, Bergman no rehúye el efecto dramático confiar en pasajes de absoluto silencio.
La composición de la película y la fotografía en blanco y negro de alto contraste llevaron a los críticos e historiadores del cine a asociarla con los elementos de diseño del claroscuro, con el cine expresionista alemán, y el Dies Irae de Carl Theodor Dreyer (1943). Bergman en una entrevista con Jean Béranger: “Hablar de una influencia alemana sería inexacto. Los maestros suecos de la era del cine mudo -que a su vez fueron imitados por los alemanes- solo ellos me inspiraron, especialmente Sjöström, quien para mí es uno de los más grandes cineastas de todos los tiempos. '  Peter John Dyer llegó a la misma conclusión en su reseña en Sight & Sound : 'De hecho, la película abarca todas las tradiciones del cine histórico escandinavo.
Para DeNitto y Herman, El séptimo sello marcó el final del "aprendizaje" de Bergman, que culminó en One Summer's Night's Smile . En comparación con su anterior uso " ecléctico " de las técnicas cinematográficas, ahora emerge como un "director maduro y significativo" que tiene el control total de sus medios. Incluso si no siempre tiene éxito en sus esfuerzos, Bergman está "probando continuamente el potencial de la forma de arte cinematográfico".

## Secuelas
Nigel Floyd llamó a El séptimo sello "probablemente la película más parodiada de todos los tiempos". Se citan preferentemente dos motivos centrales de la película: el de la muerte, que se le aparece a un individuo a un grupo y les exige que lo sigan, y el de la danza macabra. Ejemplos que utilizan estos motivos en una parodia son La última noche de Boris Grushenko (1975), El sentido de la vida (1983), El loco viaje de Bill y Ted hacia el futuro (1991) o El último héroe de acción (1993). En su libro sobre el cine escandinavo, Andrew K. Nestingen señaló que la figura de la muerte de Bergman ya contenía matices sardónicos y estaba dotada de rasgos tanto humorísticos como vanidosos que ninguna de las parodias pudo igualar.

## Recepción
El séptimo sello fue recibido positivamente de forma casi unánime a nivel nacional e internacional. En Francia, el crítico y cineasta Éric Rohmer calificó la película como "una de las más bellas jamás realizadas", el crítico estadounidense Andrew Sarris la describió como "una obra maestra existencialista". Las comparaciones iban desde el Fausto de F. W. Murnau (Kölner Stadt-Anzeiger) hasta Mauritz Stiller y (a quien Bergman admiraba) Victor Sjöström (Sight & Sound).
Stockholms-Tidningen escribió después del estreno sueco: "La película oscura y profunda [...] defiende la luz, la alegría. La levedad y la alegría no son lo mismo que la superficialidad. […] cuando se ve El séptimo sello por segunda vez, los contornos comienzan a emerger y se descubre qué obra de arte es la película. El significado emerge. La gente se está volviendo 'moderna'. La Baja Edad Media vivía con miedo a la peste, nuestro tiempo vive con miedo a la bomba atómica.
Tras su estreno en Estados Unidos, Bosley Crowther escribió en The New York Times : “Una contemplación penetrante y poderosa del viaje que el hombre hace en esta tierra. Un desafío intelectual pero emocionalmente estimulante en esencia, es el más difícil, y el más gratificante, para los cinéfilos en lo que va del año.
En 1962, Die Zeit describió a Bergman como un "director brillante" y continuó diciendo: "Lo que se puede experimentar directamente, este mundo muriendo en pestilencia, [no es] simplemente un símbolo o incluso una alegoría, sino una realidad cargada de horror [...] llevada a la pantalla de cine. Para Fürstenau, la cualidad de la película consiste en que "Bergman penetra en un mundo de referencias claras y trascendentes a partir de la situación del hombre moderno, incrédulo y reflexivo; siente este mundo, lo comprende y lo retrata [...] También el film-dienst también quedó impresionado por la "parábola diseñada con un poder visual artístico [...] cuya seriedad opresiva incita [sic] a la reflexión".
James Monaco, en su compendio Film verstehen (Entender las películas), explicó el éxito de la película de la siguiente manera: "Su simbolismo fue inmediatamente comprensible para las personas formadas en literatura que recién estaban descubriendo el cine como 'arte' [...] Las imágenes en blanco y negro transmiten el ambiente medieval de la película, reforzado por las alusiones visuales y dramáticas de Bergman a la pintura y la literatura medievales. A diferencia del «cine» de Hollywood, El séptimo sello era claramente consciente de una cultura artística elitista y, por lo tanto, fue inmediatamente apreciado por el público intelectual.
La Enciclopedia del cine internacional (Lexikon des internationalen Films) resumió positivamente: “Recurriendo a la tradición de los misterios medievales, la película, diseñada con gran fuerza artística, medita sobre la pérdida de sentido y la búsqueda de puntos de asidero en el mundo moderno. Una alegoría altamente simbólica marcada por un amargo escepticismo.
Con respecto a la relevancia de la precisión histórica para una película que es fuertemente metafórica y alegórica, John Aberth, escribiendo en A Knight at the Movies, dijo: "la película solo logra transmitir parcialmente la atmósfera de época y el mundo del pensamiento del siglo XIV. Bergman probablemente respondería que nunca fue su intención hacer una película histórica o de época. Como se escribió en una nota del programa que acompañó al estreno de la película “Es un poema moderno presentado con material medieval que se ha manejado con mucha libertad. . . El guión en particular encarna una angustia existencialista de mediados del siglo XX. . . Aún así, para ser justos con Bergman, uno debe permitirle su licencia artística, y los modernismos del guión pueden estar justificados por darle al tema medieval de la película una relevancia contemporánea convincente y urgente. . . Sin embargo, la película tiene éxito en gran medida porque está ambientada en la Edad Media, una época que puede parecernos a la vez muy remota y muy inmediata para los que vivimos en el mundo moderno. . . En última instancia, El séptimo sello debe juzgarse como una película histórica por lo bien que combina lo medieval y lo moderno".
Melvyn Bragg escribió: "[E]sta construida como un argumento. Es una historia contada como si se pudiera pronunciar un sermón: una alegoría... cada escena es a la vez tan simple y tan cargada y estratificada que nos atrapa una y otra vez. . . De alguna manera, todo el pasado del propio Bergman, el de su padre, el de sus lecturas y hacer y ver, el de su cultura sueca, de su quemazón política y melancolía religiosa, se vierte en una serie de cuadros que llevan esa marejada de aportes y contradicciones tan sin esfuerzo que podrías contarle la historia a un niño, publicarla como un libro de cuentos de fotografías y, sin embargo, saber que se abordan las preguntas más profundas de la religión y la revelación más misteriosa de simplemente estar vivo".

## Premios
- Premio especial del Jurado 1957, del Festival de Cine de Cannes (compartido).
- Lábaro de Oro en la 5ª Semana Internacional de Cine Religioso y de Valores Humanos (actual SEMINCI) de Valladolid, en 1960
- Premio SNGCI 1961, al director del mejor filme extranjero.
- Premio Fotogramas de Plata 1962, al mejor intérprete de cine extranjero. (Max von Sydow).
- Premios Sant Jordi de Cine 1962, a la mejor película del año, y al mejor director extranjero.
- Medallas del Círculo de Escritores Cinematográficos a la mejor película extranjera y al mejor director extranjero en la edición de 1961.[1]

## Ediciones en DVD y Blu-ray Disc
En lengua castellana, fue editada en DVD por primera vez por Manga Films (Barcelona 2006), dentro de la Colección Ingmar Bergman y en Blu-ray Disc por Vértice Cine (Barcelona, diciembre, 2011).